# Manasa Qoro
Manasa Qoro (* 8. Februar 1964 in Nadi; † 5. Februar 2019 ebenda) war ein fidschianischer Rugbyspieler. Er nahm 1987 mit der fidschianischen Rugby-Union-Nationalmannschaft an der Rugby-Union-Weltmeisterschaft teil.